# 정기욱 (배우)
정기욱(1989년 5월 12일 ~ )은 대한민국의 배우이다.

## 출연

### 영화
- 《범죄도시4》 (2023년) - 백조직원1 역 (첫 천만영화)
- 《웅남이》 (2023년) - 경찰1 역
- 《미성년》 (2019년) - 대원 회사 직원1 역
- 《남한산성》 (2017년) - 마시타이 역
- 《불한당: 나쁜 놈들의 세상》 (2017년) - CRPT 역

### 드라마
- 《아라문의 검》 (2023년, tvN) - 대사이 역